# Broadgate Tower
Der Broadgate Tower (auch bekannt unter seiner Adresse 201 Bishopsgate) ist ein Wolkenkratzer in London im Finanzviertel City of London. Das 164 Meter hohe Gebäude wurde von 2005 bis 2009 über den Zufahrtsgleisen zum Bahnhof Liverpool Street erbaut und zählt zu den höchsten Gebäuden der Stadt. Es ist Teil eines etwa 13 Hektar großen Geschäftsviertels namens Broadgate mit Büro- und Einzelhandelsflächen auf dem Gelände und in der Umgebung des bis 1986 bestehenden Bahnhofs Broad Street. Auf 35 Stockwerken verteilen sich 37.000 m² Bürofläche. Im Jahr 2008 war das Gebäude für den Carbuncle Cup nominiert.